# Fate of Nations
Fate of Nations es el sexto álbum de estudio del cantante británico de rock Robert Plant, publicado en 1993 por Es Paranza para ciertos países y distribuido en otros por Fontana Records. Para esta producción Plant optó por incluir varias características musicales que nunca había explorado en sus anteriores discos como el rock alternativo y algunos toques de la música acústica. Además, por primera vez compuso letras sobre el descontento y la conciencia social, y dedicó como homenaje a su fallecido hijo Karac el tema «I Believe», en donde relata como fue capaz de lidiar con la tragedia. De acuerdo con el sitio Allmusic, todas estas cualidades lo hace ser uno de sus trabajos más íntimos de su carrera.
Adicional a ello, para su grabación se contrataron a más de veinte músicos entre los que destacaron el guitarrista de Cutting Crew, Kevin Scott MacMichael, la cantante de Clannad, Máire Brennan, Maartin Allcock y tres músicos indios, quienes distribuyeron su participación en las distintas canciones. Por otro lado, en 2007 fue remasterizado por el sello Rhino con cinco pistas adicionales, entre las que destacó las versiones acústicas de «Great Spirit» y «Dark Moon», y el tema «Colours of a Shade», que había sido incluida como la octava pista en el listado original pero solo para ciertos países, como el Reino Unido por ejemplo.

## Recepción comercial
Tras su publicación el álbum logró distintas posiciones en los mercados mundiales, en el caso del Reino Unido alcanzó el puesto 6 en los UK Albums Chart que lo convierte en su primera producción desde The Principle of Moments en entrar en los top 10 de mencionada lista. Por su parte, a principios de junio de 1993 se certificó con disco de plata en su propio país, luego de superar las 60 000 copias vendidas. En cuanto a los Estados Unidos solo llegó hasta la posición 34 de los Billboard 200, siendo su primer disco en no lograr el top 20 en dicho conteo. A pesar de aquello, en diciembre del mismo año el organismo discográfico estadounidense (RIAA) lo certificó de disco de oro luego de vender más de 500 000 copias.
Para promocionarlo se publicaron cuatro canciones como sencillos durante 1993, pero solo tres ingresaron en los UK Singles Chart; «29 Palms» en el puesto 21, mientras que «If I Were Carpenter» y «I Believe» lograron las casillas 63 y 64 respectivamente. Por su parte, en los Estados Unidos por primera vez ninguna de las canciones de alguno de sus discos ingresó a lista Billboard Hot 100, pero sí se ubicaron en los Mainstream Rock Tracks; «Calling to You» en el puesto 3, «29 Palms» en el lugar 4, «I Believe» en la posición 9.

## Lista de canciones
| N.º | Título                      | Escritor(es)                                  | Duración |  |
| 1.  | «Calling to You»            | Plant, Chris Blackwell                        | 5:48     |  |
| 2.  | «Down to the Sea»           | Plant, Charlie Jones                          | 4:00     |  |
| 3.  | «Come Into My Life»         | Plant, Blackwell, Doug Boyle, Kevin McMichael | 6:32     |  |
| 4.  | «I Believe»                 | Plant, Paul Johnstone                         | 4:32     |  |
| 5.  | «29 Palms»                  | Plant, Blackwell, Johnstone, Boyle            | 4:51     |  |
| 6.  | «Memory Song (Hello Hello)» | Plant, Johnstone, Jones, Boyle                | 5:22     |  |
| 7.  | «If I Were Carpenter»       | Tim Hardin                                    | 3:45     |  |
| 8.  | «Promised Land»             | Plant, Johnstone                              | 4:59     |  |
| 9.  | «The Greatest Gift»         | Plant, Johnstone, Blackwell, Jones, McMichael | 6:51     |  |
| 10. | «Great Spirit»              | Plant, Johnstone, MacMichael                  | 5:27     |  |
| 11. | «Network News»              | Plant, Blackwell                              | 6:40     |  |

| Pistas adicionales en remasterización de 2007 |                                        |                                               |          |  |
| N.º                                           | Título                                 | Escritor(es)                                  | Duración |  |
| 12.                                           | «Colours of a Shade»                   | Plant, Johnstone, Blackwell, Maartin Allcock  | 4:43     |  |
| 13.                                           | «The Greatest Gift» (versión acústica) | Plant, Johnstone, Blackwell, Jones, McMichael | 3:54     |  |
| 14.                                           | «Rollercoaster» (demo)                 | Plant, Johnstone, Blackwell, Jones, Boyle     | 4:01     |  |
| 15.                                           | «8:05»                                 | Don Stevenson, Jerry Miller                   | 1:49     |  |
| 16.                                           | «Dark Moon» (versión acústica)         | Plant, Rainer Ptacek                          | 4:57     |  |

## Posicionamiento en listas musicales
| País           | Lista (1993)                     | Posición |
| -------------- | -------------------------------- | -------- |
| Alemania       | Media Control Charts             | 56       |
| Australia      | ARIA Charts                      | 37       |
| Canadá         | RPM Top 100 Albums               | 12       |
| Estados Unidos | Billboard 200                    | 34       |
| Países Bajos   | Dutch Top 100 Album              | 38       |
| Nueva Zelanda  | Official New Zealand Music Chart | 10       |
| Reino Unido    | UK Albums Chart                  | 6        |
| Suecia         | Sverigetopplistan                | 19       |
| Suiza          | Schweizer Hitparade              | 32       |

| País   | Lista (1993)       | Posición |
| ------ | ------------------ | -------- |
| Canadá | RPM Top 100 Albums | 89       |

## Certificaciones discográficas
| País           | Organismo certificador | Certificación | Ventas certificadas | Ref.   |
| -------------- | ---------------------- | ------------- | ------------------- | ------ |
| Canadá         | CRIA                   | Oro           | 50 000              | [ 11 ] |
| Estados Unidos | RIAA                   | Oro           | 500 000             | [ 7 ]  |
| Reino Unido    | BPI                    | Plata         | 60 000              | [ 5 ]  |
| Rusia          | NFPP                   | Oro           | 10 000              | [ 12 ] |

## Músicos
| - Robert Plant: voz y guitarra en la pista 8 - Doug Boyle: guitarra en las pistas 5 y 11 - Kevin Scott MacMichael: guitarra en todas las pistas excepto la 12, 13, 14 y 16, y coros - Oliver J. Woods: guitarra en la pista 2 - Richard Thompson: guitarra en la pista 3 - Francis Dunnery: guitarra en las pistas 3 y 8 - Oliver Jones: guitarra en la pista 6 - Rainer Ptacek: guitarra en las pistas 13 y 16 - Charlie Jones: bajo - Paul Johnstone: teclados, armonio, sintetizador y piano - Phillip Andrews: teclados en la pista 6 | - Chris Hughes: batería - Pete Thompson: batería en las pistas 1, 3, 9 y 10 - Michael Lee: batería en las pistas 6 y 11 - Chris Blackwell: batería en las pistas 8 - Nigel Kennedy: violín en la pista 1 - Máire Brennan y John Flynn: coros - Nigel Eaton: zanfona en la pista 3 y 4 - Maartin Allcock: mandolina en la pista 7 y todos los instrumentos en la pista 12 - Sursie Singh: sarangi en la pista 11 - Gurbev Singh: sarod en la pista 11 - Navazish Ali Kahn: violín en la pista 11 |